# 王进泽
王进泽（1999年3月15日—）是一名中国足球运动员，司职前锋。目前效力于中超联赛的广州恒大。

## 职业生涯
王进泽出生在辽宁省营口市盖州市熊岳镇（现属鲅鱼圈区），2005年就读于大连东北路小学。2014年，王进泽从大连实德转会至中国的超级联赛广州恒大的青年足校。之后，他被租借至业余球队——珠海索卡，并参加了2016年中国足球协会业余联赛。2017年，王进泽被荷甲联赛的格罗宁根相中并被带往荷兰进行了短暂的试训。同年6月，王进泽被提拔至广州恒大的一线队。6月22日，他在2017年中国足协杯广州恒大对阵河北华夏的比赛中，在第63分钟替补张文钊登场，这是他在广州恒大一线队的首秀。
直至2018赛季最后一轮对阵天津泰达的比赛中，王进泽首次在联赛出场，替补上场并攻入一球。2019赛季，他被租借至中甲球队内蒙古中优，但机会不多，只是作为23岁以下球员登场数分钟。2020赛季，他被租借至另一支中超球队石家庄永昌。

## 职业生涯统计数据
最後更新：2017年11月4日
| 俱乐部表现 | 俱乐部表现 | 俱乐部表现 | 联赛 | 联赛 | 杯赛       | 杯赛       | 洲际比赛 | 洲际比赛 | 其他  | 其他  | 总计 | 总计 |
| 赛季       | 俱乐部     | 联赛       | 出场 | 进球 | 出场       | 进球       | 出场     | 进球     | 出场  | 进球  | 出场 | 进球 |
| 中国       | 中国       | 中国       | 联赛 | 联赛 | 中國足協杯 | 中國足協杯 | 亚冠     | 亚冠     | 其他1 | 其他1 | 总计 | 总计 |
| ---------- | ---------- | ---------- | ---- | ---- | ---------- | ---------- | -------- | -------- | ----- | ----- | ---- | ---- |
| 2017       | 广州恒大   | 中超联赛   | 0    | 0    | 1          | 0          | 0        | 0        | 0     | 0     | 1    | 0    |
| 2018       | 广州恒大   | 中超联赛   | 1    | 1    | 0          | 0          | 0        | 0        | 0     | 0     | 1    | 1    |
| 总计       | 中国       | 中国       | 0    | 0    | 1          | 0          | 0        | 0        | 0     | 0     | 1    | 0    |

1其他的比赛包括中国超级杯。